# Centrolepis curta
Centrolepis curta là một loài thực vật có hoa trong họ Centrolepidaceae. Loài này được D.A.Cooke mô tả khoa học đầu tiên năm 1992.